# 벽감

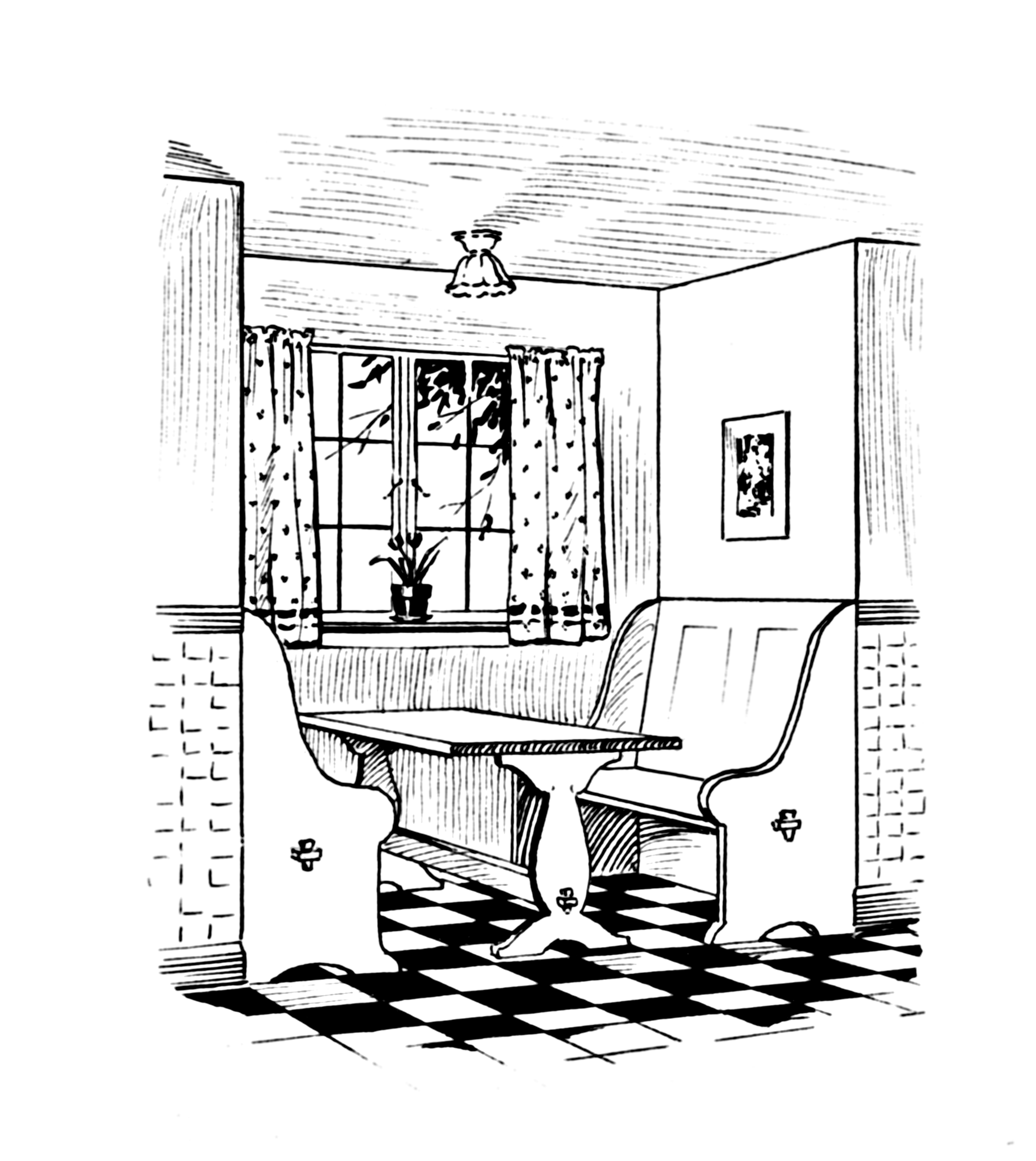
벽감

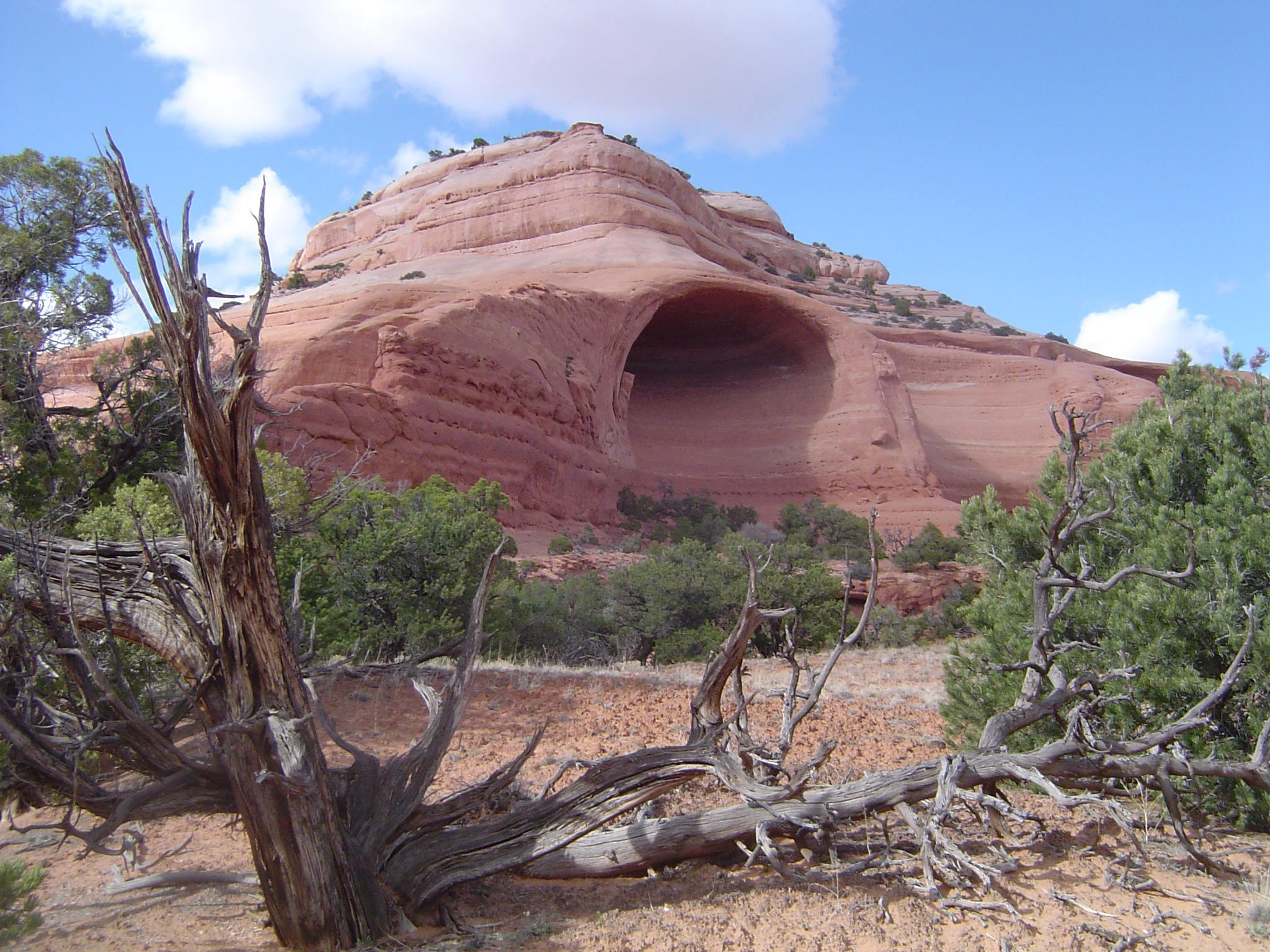
유타주 모아브 근처의 사암 벽감

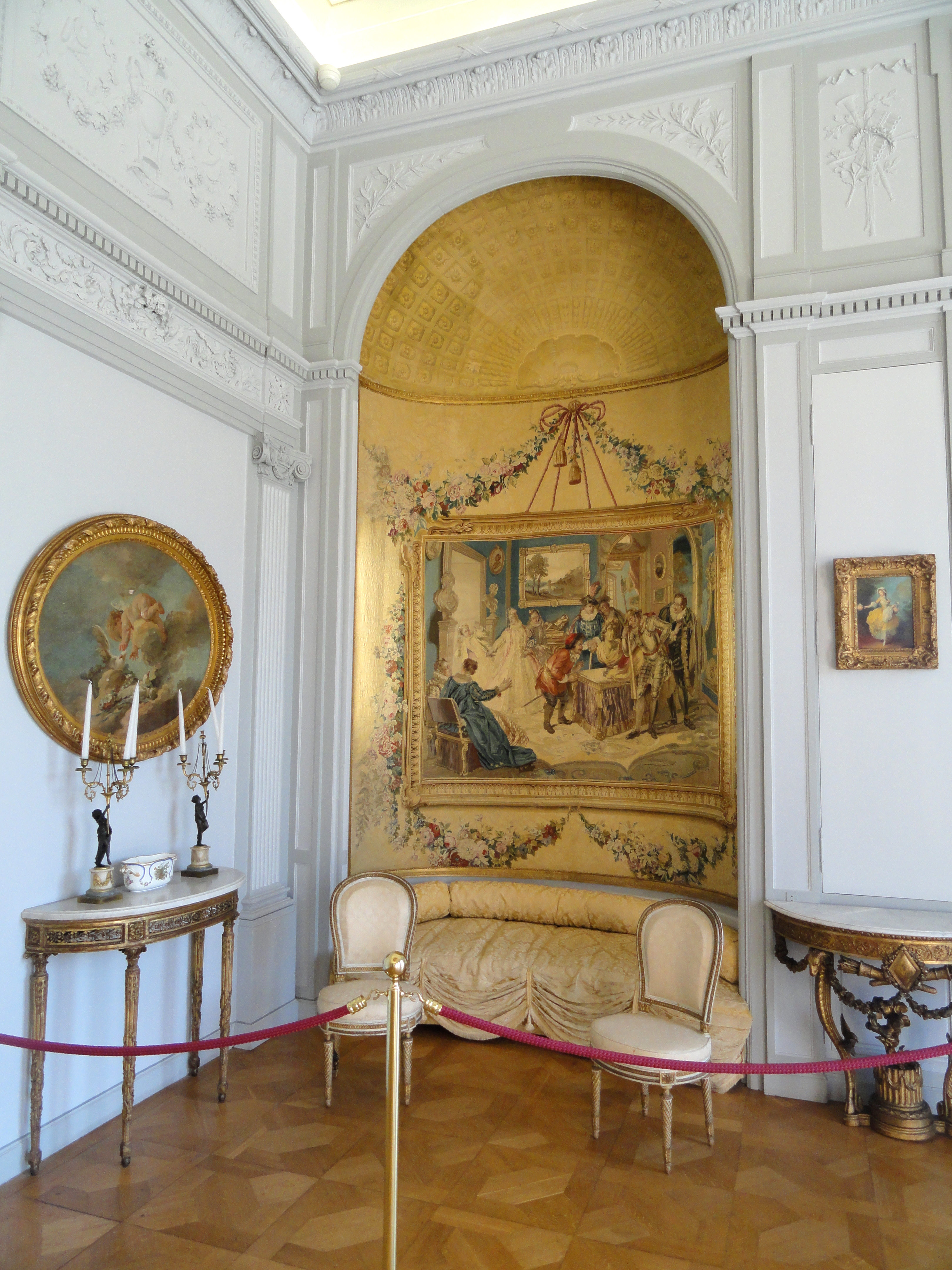
빌라 에프루시 드 로스차일드(Villa Ephrussi de Rothschild)의 알코브

벽감(壁龕, alcove)은 벽면을 우묵하게 해서 만든 공간이다. 지리학이나 지질학에서 벽감은 바람에 의해 침식되어 움푹 패인 곳을 말한다.

## 같이 보기
- 도코노마
- 니치 (건축)